# Stödprogrammet föranlett av pandemin
Stödprogrammet föranlett av pandemin (engelska: Pandemic Emergency Purchase Programme, PEPP) är ett tillfälligt stödprogram av Europeiska centralbanken (ECB) som omfattar 1 850 miljarder euro. Det syftar till att motverka de ekonomiska konsekvenserna av coronavirusutbrottet 2020–2021 i Europa. Stödprogrammet innebär att ECB köper upp värdepapper, i synnerhet statsobligationer, på finansmarknaden. På så sätt ökas efterfrågan på sådana tillgångar, vilket sänker räntan på statsobligationer och gör det billigare för utsatta medlemsstater, såsom Italien och Spanien, att låna från finansmarknaden. ECB säkerställer på så sätt att räntorna på statsobligationer mellan olika euroländer inte avviker alltför mycket.
PEPP är planerat att pågå åtminstone fram till mars 2022. Det omfattade från början 750 miljarder euro, men utökades den 4 juni 2020 av ECB-rådet till 1350 miljarder euro, och den 11 december 2020 till 1850 miljarder euro.